# رافاييل ساباتيني
رافاييل ساباتيني (بالإنجليزية: Rafael Sabatini)‏ (29 أبريل 1875، ييزي في إيطاليا - 13 فبراير 1950 في سويسرا)؛ كاتِب، سيناريست، مترجم وروائي بريطاني-إيطالي.

## روابط خارجية
- رافاييل ساباتيني على موقع IMDb (الإنجليزية)
- رافاييل ساباتيني على موقع ألو سيني (الفرنسية)
- رافاييل ساباتيني على موقع أول موفي (الإنجليزية)
- رافاييل ساباتيني على موقع قاعدة بيانات برودواي على الإنترنت (الإنجليزية)
- رافاييل ساباتيني على موقع قاعدة بيانات الأفلام السويدية (السويدية)
- رافاييل ساباتيني على موقع قاعدة بيانات الفيلم (الإنجليزية)
- رافاييل ساباتيني على موقع كينوبويسك (الروسية)